# Куромідо
Куромідо (яп. 黒み銅 — чорнувата мідь) - сплав міді і арсену у пропорції 99 частин міді до 1-єї частини арсену. Використовується у техніці мокуме ґане. Патинується з допомогою рокусьо.